# Braisnes-sur-Aronde
Ne doit pas être confondu avec Braine (Aisne).
Pour les articles homonymes, voir Braine.
Braisnes-sur-Aronde, anciennement Braisnes, est une commune française située dans le département de l'Oise, en région Hauts-de-France.

## Géographie

### Description
Braisnes-sur-Aronde  est un village picard du Compiègnois situé à 8 km au nord-ouest de Compiègne, à 50 km à l'est de Beauvais, 58 km au sud-est d'Amiens, 54 km au sud-ouest de Saint-Quentin et à 40 km à l'ouest de Soissons.
Il est aisément accessible depuis le tracé initial de l'ancienne route nationale 35 (actuelle RD 935).

### Communes limitrophes
| Antheuil-Portes | Vignemont           | Villers-sur-Coudun |
| Monchy-Humières | Braisnes-sur-Aronde |                    |
| Baugy           |                     | Coudun             |

### Hydrographie

#### Réseau hydrographique
La commune est située dans le bassin Seine-Normandie. Elle est drainée par l'Aronde et le Fond du Tiers Val,,.
L'Aronde, d'une longueur de 26 km, prend sa source dans la commune de Montiers et se jette  dans l'Oise (rive gauche) à Clairoix, après avoir traversé 13 communes. Le lit de l'Aronde est entouré de marais et d'anciennes tourbières, qui ont formé des étangs. Les étangs 1 et 3  permettent aussi des pêches de poissons comme les ablettes, gardons et tanches.

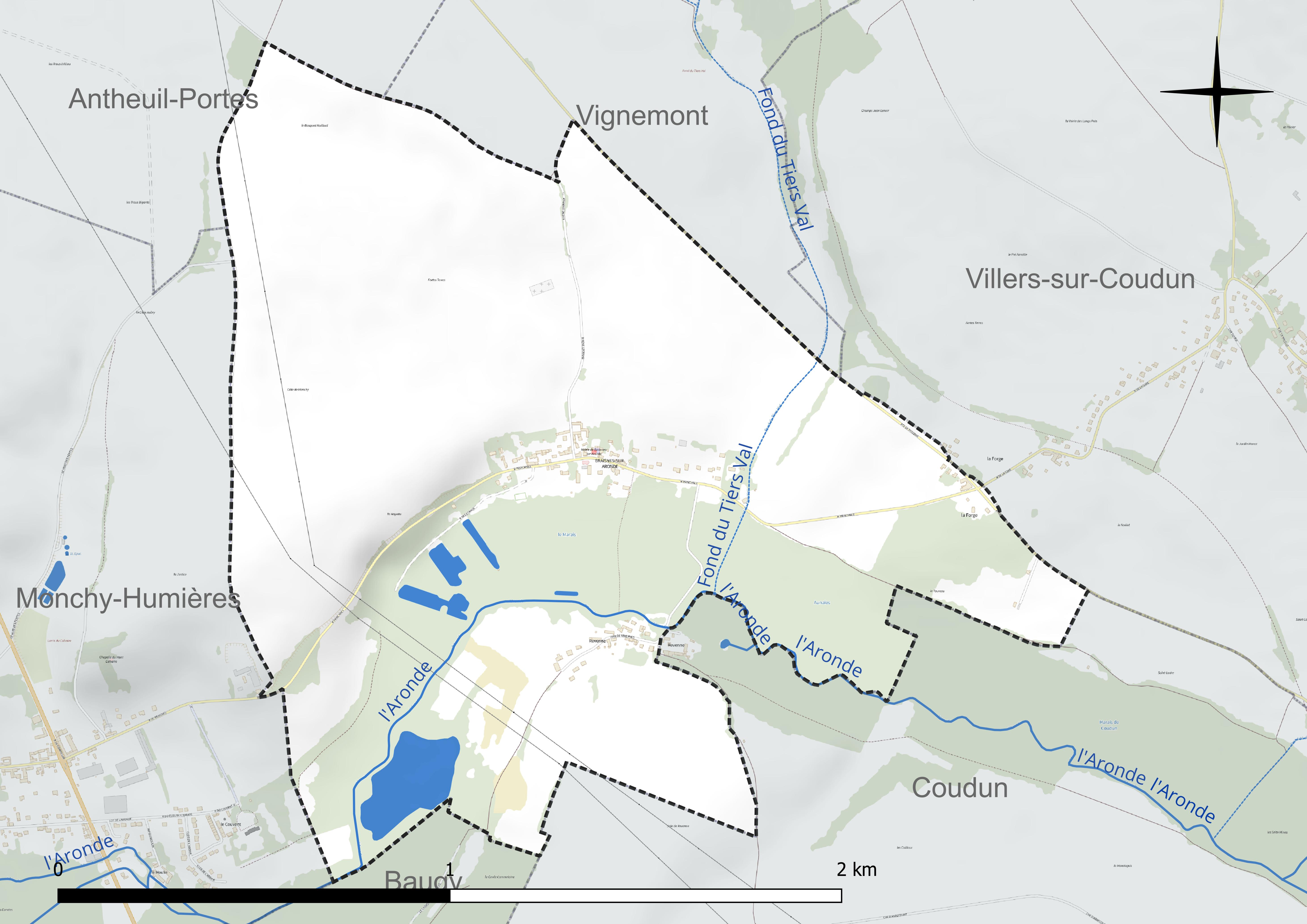
Réseau hydrographique de Braisnes-sur-Aronde.

#### Gestion et qualité des eaux
Le territoire communal est couvert par le schéma d'aménagement et de gestion des eaux (SAGE) « Sensée ». Ce document de planification concerne un territoire de 789 km2 de superficie, délimité par trois bassins versants en totalité ou en partie (Aisne, Oise et Aronde). Le périmètre a été arrêté le 16 octobre 2001 et le SAGE proprement dit a été approuvé le 8 juin 2009, puis révisé le 27 novembre 2019. La structure porteuse de l'élaboration et de la mise en œuvre est le syndicat mixte Oise-Aronde. 
La qualité des cours d'eau peut être consultée sur un site dédié géré par les agences de l'eau et l'Agence française pour la biodiversité. 

### Climat
Pour des articles plus généraux, voir Climat des Hauts-de-France et Climat de l'Oise.
En 2010, le climat de la commune est de type climat océanique dégradé des plaines du Centre et du Nord, selon une étude du CNRS s'appuyant sur une série de données couvrant la période 1971-2000. En 2020, Météo-France publie une typologie des climats de la France métropolitaine dans laquelle la commune est exposée à un climat océanique et est dans la région climatique  Nord-est du bassin Parisien, caractérisée par un ensoleillement médiocre, une pluviométrie moyenne régulièrement répartie au cours de l'année et un hiver froid (3 °C). 
Pour la période 1971-2000, la température annuelle moyenne est de 10,6 °C, avec une amplitude thermique annuelle de 15 °C. Le cumul annuel moyen de précipitations est de 674 mm, avec 10,5 jours de précipitations en janvier et 8,6 jours en juillet. Pour la période 1991-2020, la température moyenne annuelle observée sur la station météorologique la plus proche, située sur la commune de Margny-lès-Compiègne à 7 km à vol d'oiseau, est de 11,2 °C et le cumul annuel moyen de précipitations est de 633,5 mm,. Pour l'avenir, les paramètres climatiques de la commune estimés pour 2050 selon différents scénarios d'émission de gaz à effet de serre sont consultables sur un site dédié publié par Météo-France en novembre 2022.

### Milieux naturels et biodiversité
En contrebas du centre-bourg de Braisnes-sur-Aronde se trouvent les tourbières, une zone humide exploitée autrefois par les habitants pour l'extraction de la tourbe, ce qui a entrainé la création de plusieurs étangs appréciés des pêcheurs.
Le Conservatoire des espaces naturels de Picardie a répertorié, dans cette zone humide, un certain nombre d'espèces animales et végétales à protéger, telles que le « Mouron délicat » et le « Troscart des marais »,.

## Urbanisme

### Typologie
Au 1er janvier 2024, Braisnes-sur-Aronde est catégorisée commune rurale à habitat dispersé, selon la nouvelle grille communale de densité à sept niveaux définie par l'Insee en 2022.
Elle est située hors unité urbaine. Par ailleurs la commune fait partie de l'aire d'attraction de Compiègne, dont elle est une commune de la couronne,. Cette aire, qui regroupe 101 communes, est catégorisée dans les aires de 50 000 à moins de 200 000 habitants,.

### Occupation des sols
L'occupation des sols de la commune, telle qu'elle ressort de la base de données européenne d'occupation biophysique des sols Corine Land Cover (CLC), est marquée par l'importance des territoires agricoles (71,9 % en 2018), une proportion identique à celle de 1990 (71,9 %). La répartition détaillée en 2018 est la suivante : 
terres arables (67,8 %), forêts (28,1 %), zones agricoles hétérogènes (3,9 %), prairies (0,2 %). L'évolution de l'occupation des sols de la commune et de ses infrastructures peut être observée sur les différentes représentations cartographiques du territoire : la carte de Cassini (XVIIIe siècle), la carte d'état-major (1820-1866) et les cartes ou photos aériennes de l'IGN pour la période actuelle (1950 à aujourd'hui).

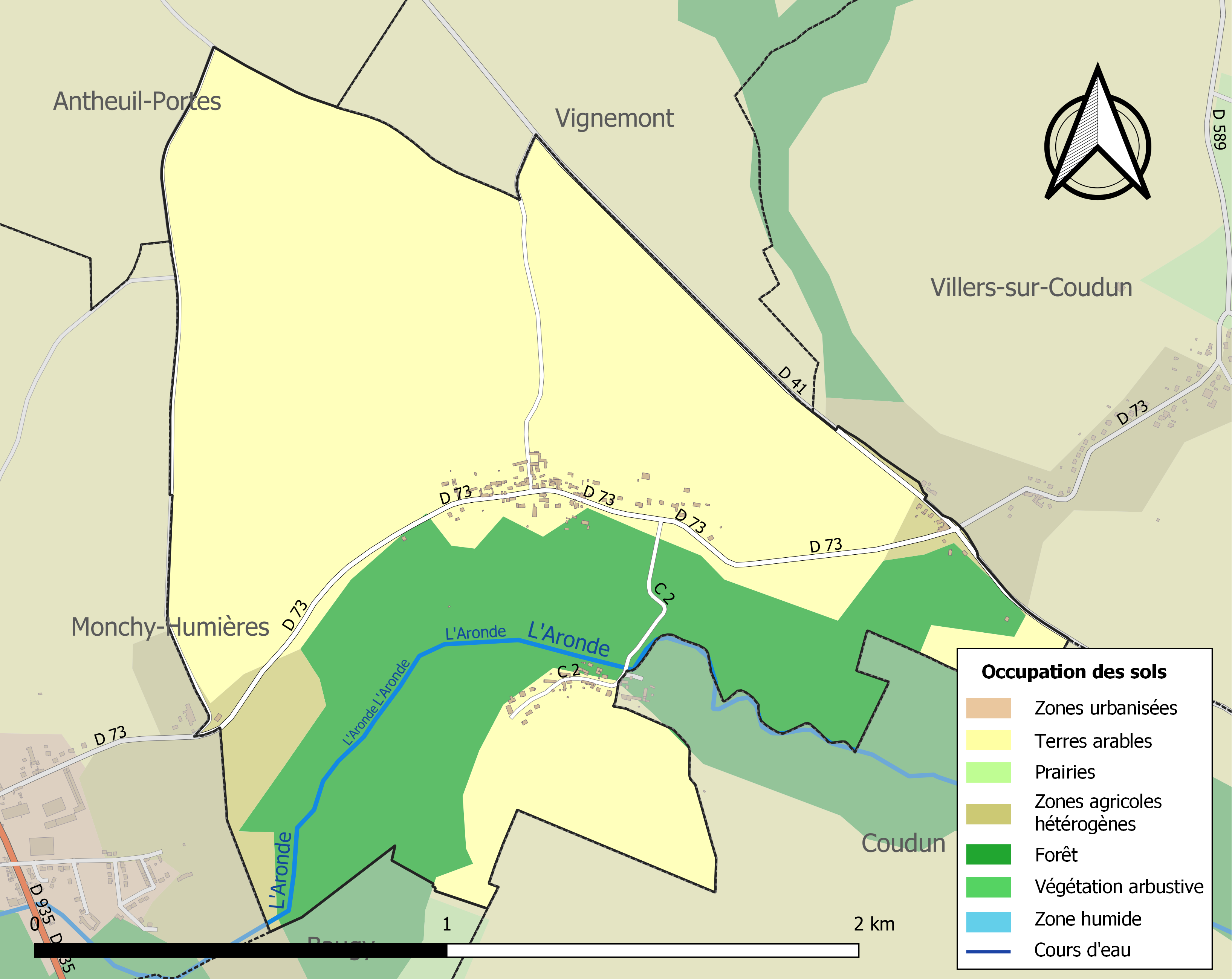
Carte des infrastructures et de l'occupation des sols de la commune en 2018 (CLC).

### Habitat et logement
En 2018, le nombre total de logements dans la commune était de 76, alors qu'il était de 74 en 2013 et de 70 en 2008.
Parmi ces logements, 93,9 % étaient des résidences principales, 6,1 % des résidences secondaires et 0 % des logements vacants. Ces logements étaient pour 98,7 % d'entre eux des maisons individuelles et pour 0 % des appartements.
Le tableau ci-dessous présente la typologie des logements à Braisnes-sur-Aronde en 2018 en comparaison avec celle de l'Oise et de la France entière. Une caractéristique marquante du parc de logements est ainsi une proportion de résidences secondaires et logements occasionnels (6,1 %) supérieure à celle du département (2,5 %) et à celle de la France entière (9,7 %). Concernant le statut d'occupation de ces logements, 87,7 % des habitants de la commune sont propriétaires de leur logement (89,7 % en 2013), contre 61,4 % pour l'Oise et 57,5 pour la France entière.
| Typologie                                               | Braisnes-sur-Aronde | Oise | France entière |
| ------------------------------------------------------- | ------------------- | ---- | -------------- |
| Résidences principales (en %)                           | 93,9                | 90,4 | 82,1           |
| Résidences secondaires et logements occasionnels (en %) | 6,1                 | 2,5  | 9,7            |
| Logements vacants (en %)                                | 0                   | 7,1  | 8,2            |

### Voies de communication et transports
La commune est desservie, en 2023, par les lignes 663, 6303 et 6334 du réseau interurbain de l'Oise.

## Toponymie
Le village s'est appelé autrefois Braisnes-sous-Coudun ou, déjà,  Braisnes-snr-Aronde, puis, sous la Révolution française, Braine en 1793 et Baine en 1801. Elle prend ensuite le nom de Braisnes,.

Son nom provient du picard ou vieux français Brana, qui désigne une terre humide et peu fertile. Par extension le « brenage » était une redevance en déchets de la mouture des grains que les vassaux et les vavasseurs étaient tenus de payer à certains seigneurs pour la nourriture de leurs chiens.
Afin d'éviter des confusions avec  Braisnes dans l'Aisne, la commune a changé de nom en 2012, passant de Brasnes à Braisnes-sur-Aronde, du nom de la rivière qui passe dans la commune,.

## Histoire
Sous l'Ancien Régime, la terre de Braisnes relevait de la seigneurie de Coudun et appartenait initialement aux sires de Coudun; avant d'être possédée par les seigneurs de Rayneval-Braisnes. La seigneurie de Braisnes est réunie au duché de Mouchy et d'Humières en 1690.
La paroisse de Braisnes relevait du bailliage et de l'élection de Compiègne. Elle faisait partie du doyenné de Coudun et du diocèse de Beauvais.
La commune de Braisnes, instituée par la Révolution française,  a été réunie en 1828, à celle de Baugy, dont elle a été détachée par une ordonnance royale de 1833.

## Politique et administration

### Rattachements administratifs et électoraux

#### Rattachements administratifs
La commune se trouve depuis 1926 dans l'arrondissement de Compiègne du département de l'Oise.
Elle faisait partie depuis 1802 du canton de Ressons-sur-Matz. Dans le cadre du redécoupage cantonal de 2014 en France, cette circonscription administrative territoriale a disparu, et le canton n'est plus qu'une circonscription électorale.

#### Rattachements électoraux
Pour les élections départementales, la commune fait partie depuis 2014 du canton d'Estrées-Saint-Denis.
Pour l'élection des députés, elle fait partie de la sixième circonscription de l'Oise.

### Intercommunalité
Braisnes-sur-Aronde est membre de la communauté de communes du Pays des Sources, un établissement public de coopération intercommunale (EPCI) à fiscalité propre créé fin 1996  et auquel la commune a transféré un certain nombre de ses compétences, dans les conditions déterminées par le code général des collectivités territoriales.

### Liste des maires
| Période                                  | Période                       | Identité          | Étiquette | Qualité                         |
| ---------------------------------------- | ----------------------------- | ----------------- | --------- | ------------------------------- |
| Les données manquantes sont à compléter. |                               |                   |           |                                 |
| avant 1988                               | ?                             | Jacques Pannetier |           |                                 |
| mars 2001                                | En cours (au 2 décembre 2020) | Pierre Lity       |           | Réélu pour le mandat 2020-2026, |

## Population et société

### Démographie

#### Évolution démographique
L'évolution du nombre d'habitants est connue à travers les recensements de la population effectués dans la commune depuis 1793. Pour les communes de moins de 10 000 habitants, une enquête de recensement portant sur toute la population est réalisée tous les cinq ans, les populations de référence des années intermédiaires étant quant à elles estimées par interpolation ou extrapolation. Pour la commune, le premier recensement exhaustif entrant dans le cadre du nouveau dispositif a été réalisé en 2005.

En 2022, la commune comptait 175 habitants, en évolution de +2,94 % par rapport à 2016 (Oise : +0,87 %, France hors Mayotte : +2,11 %).
| 1793 | 1800 | 1806 | 1821 | 1836 | 1841 | 1846 | 1851 | 1856 |
| ---- | ---- | ---- | ---- | ---- | ---- | ---- | ---- | ---- |
| 84   | 106  | 117  | 106  | 115  | 109  | 114  | 117  | 112  |

| 1861 | 1866 | 1872 | 1876 | 1881 | 1886 | 1891 | 1896 | 1901 |
| ---- | ---- | ---- | ---- | ---- | ---- | ---- | ---- | ---- |
| 112  | 105  | 118  | 103  | 91   | 95   | 89   | 94   | 95   |

| 1906 | 1911 | 1921 | 1926 | 1931 | 1936 | 1946 | 1954 | 1962 |
| ---- | ---- | ---- | ---- | ---- | ---- | ---- | ---- | ---- |
| 94   | 71   | 77   | 131  | 97   | 88   | 79   | 90   | 99   |

| 1968 | 1975 | 1982 | 1990 | 1999 | 2005 | 2006 | 2010 | 2015 |
| ---- | ---- | ---- | ---- | ---- | ---- | ---- | ---- | ---- |
| 106  | 101  | 110  | 159  | 179  | 161  | 159  | 168  | 171  |

| 2020 | 2022 | - | - | - | - | - | - | - |
| ---- | ---- | - | - | - | - | - | - | - |
| 174  | 175  | - | - | - | - | - | - | - |

#### Pyramide des âges
La population de la commune est relativement jeune.
En 2018, le taux de personnes d'un âge inférieur à 30 ans s'élève à 33,9 %, soit en dessous de la moyenne départementale (37,3 %). À l'inverse, le taux de personnes d'âge supérieur à 60 ans est de 22,4 % la même année, alors qu'il est de 22,8 % au niveau départemental.
En 2018, la commune comptait 87 hommes pour 84 femmes, soit un taux de 50,88 % d'hommes, légèrement supérieur au taux départemental (48,89 %).
Les pyramides des âges de la commune et du département s'établissent comme suit.
| Hommes | Classe d’âge | Femmes |
| ------ | ------------ | ------ |
| 0,0    | 90 ou +      | 0,0    |
| 5,6    | 75-89 ans    | 7,1    |
| 13,5   | 60-74 ans    | 18,8   |
| 25,8   | 45-59 ans    | 25,9   |
| 20,2   | 30-44 ans    | 15,3   |
| 20,2   | 15-29 ans    | 12,9   |
| 14,6   | 0-14 ans     | 20,0   |

| Hommes | Classe d’âge | Femmes |
| ------ | ------------ | ------ |
| 0,5    | 90 ou +      | 1,4    |
| 5,5    | 75-89 ans    | 7,6    |
| 15,6   | 60-74 ans    | 16,3   |
| 20,8   | 45-59 ans    | 20     |
| 19,4   | 30-44 ans    | 19,4   |
| 17,6   | 15-29 ans    | 16,2   |
| 20,6   | 0-14 ans     | 19,1   |

## Culture locale et patrimoine

### Lieux et monuments

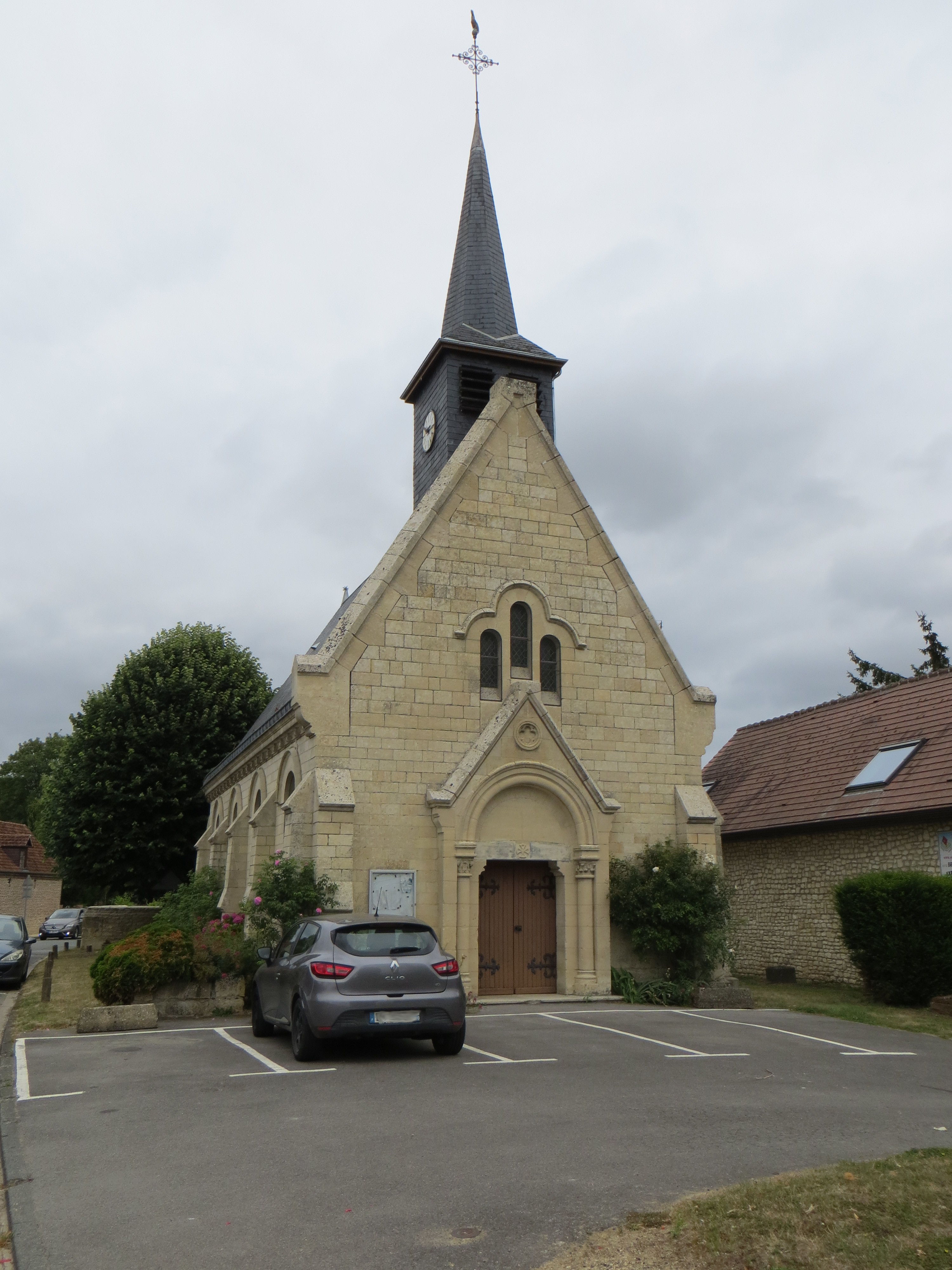
Église Saint-Étienne - Cloche de l'église sonnant à : Fichier:Braisnes-sur-Aronde - Église Saint-Étienne - 15h.ogg

- Église Saint-Étienne

### Héraldique
| Blason de Braisnes-sur-Aronde | Blason  | Écartelé : au 1er de sinople à trois gerbes de blé d'or, au 2e d'argent à la fasce de gueules chargée de trois besants d'or, au 3e d'argent à trois burelles ondées alésées d'azur brochant chacune en pointe sur une roue de moulin de gueules, au 4e de sinople au lion d'or. |
| Blason de Braisnes-sur-Aronde | Détails | Le statut officiel du blason reste à déterminer. |